# The Love Witch
Pour plus de détails, voir Fiche technique et Distribution.
The Love Witch  est un film américain réalisé par Anna Biller, sorti en 2016.

## Synopsis
Sur la route vers une nouvelle vie, Elaine repense à son défunt mari, Jerry. Elle arrive chez son amie Barbara, qui l'a invitée à s'installer chez elle en son absence. Elle y fait la connaissance de Trish, la décoratrice d'intérieur qui a tout aménagé dans le style Wicca. 
Elaine rencontre un professeur d'université, Wayne, qui possède une maison dans les bois. Elle lui propose de passer le week-end ensemble, et en profite pour lui faire boire une potion magique. Wayne tombe amoureux d'elle mais son état se dégrade et elle le retrouve mort le lendemain. Elle enterre son corps puis revient en ville, à la recherche de celui qui saura remplacer son mari.

## Fiche technique
- Réalisation : Anna Biller
- Scénario et dialogues : Anna Biller
- Photographie : M. David Mullen
- Montage : Anna Biller
- Musique : Anna Biller, Ennio Morricone
- Langue : anglais
- Lieux de tournage : Los Angeles, Arcata
- Durée : 120 min
- Pays :  États-Unis
- Date de sortie : 31 janvier 2016 (Festival international du film de Rotterdam)

## Distribution
- Samantha Robinson : Elaine
- Gian Keys : Griff
- Laura Waddell : Trish
- Jeffrey Vincent Parise : Wayne
- Jared Sanford : Gahan
- Robert Seeley : Richard
- Jennifer Ingrum : Barbara
- Clive Ashborn : Professor King
- Stephen Wozniak : Jerry
- Elle Evans : Star

## Autour du film
La réalisatrice explique en entretien qu'elle a voulu réaliser un film d'horreur autour des fantasmes de son personnage principal, Elaine,  « une combinaison de moi et des constructions glamour du cinéma classique ». Ainsi, pour refléter son monde « extravagant et psychédélique », l'esthétique du film s'inspire du cinéma des années 1960, ainsi que de la mystique des couleurs du Tarot divinatoire de Thot réalisé par Lady Frieda Harris.
La critique a loué la réussite de l'hommage, tourné en argentique Format 35 mm. Pour Horreur Québec, « Les mises en scènes, les décors et les costumes, tous conçus par Biller, sont splendides », tout en posant « un regard critique et féministe ».

## Récompenses
- Chicago Independent Film Critics Circle Awards 2017 : Trailblazer Award (ex-aequo avec Yorgos Lanthimos)
- Dublin International Film Festival 2017 : Dublin Film Critics Award de Best Cinematography pour M. David Mullen
- Jameson Dublin International Film Festival 2017 : Festival Award de DFCC Best Cinematography pour M. David Mullen